# Présidence néerlandaise du Conseil de la Communauté économique européenne en 1960
 (juin 2018).
Si vous disposez d'ouvrages ou d'articles de référence ou si vous connaissez des sites web de qualité traitant du thème abordé ici, merci de compléter l'article en donnant les références utiles à sa vérifiabilité et en les liant à la section « Notes et références ».
La présidence néerlandaise du Conseil de la Communauté économique européenne (CEE) en 1960 est la sixième présidence du Conseil de la Communauté économique européenne de l’histoire de l’Union européenne et la première des Pays-Bas.
Elle est précédée par la présidence luxembourgeoise de la première partie de 1960 et suivie par la présidence belge à partir du 1er janvier 1961, laquelle entame un nouveau cycle de rotation.